# كيث فالكونر فليتشير
كيث فالكونر فليتشير هو سياسي أمريكي، ولد في 24 سبتمبر 1900 في ألتامونت في الولايات المتحدة، وتوفي في 1987 في موديستو في الولايات المتحدة. انتخب عضو مجلس نواب ماساتشوستس ‏.